# Gilles Masson
Pour les autres personnalités ayant ce nom de famille, voir Masson.
Pour les autres membres de la famille, voir famille Masson (Terrebonne).
Gilles Masson, né en 1630, mort en 1715 ou 1716, est un important pionnier de la Nouvelle-France. Il groupe d'autres pionniers et les forme, s'attribue le titre de seigneur de la Côte et seigneurie de Saint-Pierre, en tient le rôle et distribue les terres. Mais son système est ensuite désavoué ; plusieurs procès régularisent la situation.

## Biographie
Gilles Masson est né en 1630 à Notre-Dame de Longeville dans le diocèse de Luçon en Poitou. Il est le fils de Pierre Masson et de Françoise Gendrineau.

### Pionnier en Nouvelle-France
Il part pour la Nouvelle-France, et se marie à Québec en 1668. Il défriche plusieurs terres près de Saint-Charles-des-Roches et de Sainte-Anne.
En 1681, il est signalé comme étant le deuxième habitant rencontré à Saint-Charles-des-Roches en remontant le fleuve Saint-Laurent. Il y possède trois arpents de terre, et un fusil. Gilles Masson crée des établissements à Levrard (actuellement Saint-Pierre-les-Becquets) vers 1700.

### Entraîneur des pionniers, seigneur usurpateur
Il laisse « son nom dans l'histoire » pour sa hardiesse de pionnier qui entraîne les autres. Il forme d'autres colons et se donne le droit d'attribuer et distribuer lui-même les terres du roi de France. Il essaye d'établir une seigneurie à Saint-Pierre : il s'octroie le titre de « seigneur de la Côte et Seigneurie de Saint-Pierre ».
Il s'établit sur des terres qui paraissent abandonnées, et devance leurs légitimes propriétaires. Il groupe autour de lui d'autres colons de la rive nord du fleuve Saint-Laurent, et leur attribue des emplacements pour qu'ils s'y installent à leur tour. Il octroie des concessions de 1699 à 1713. Il remplit ainsi « à merveille » le rôle de seigneur dont il a usurpé le titre.
Mais ce système a des limites : la concession qu'il a faite pour son fils Pierre Masson en 1703 est révoquée en 1708, ce qui effraie les autres colons malgré le respect qu'ils ont pour lui. Plusieurs procès ont lieu, régularisant peu à peu la situation créée par Masson.

### Décès, postérité
Il meurt en 1715 selon l'Encyclopédie du Québec, et est inhumé le 27 mars à Sainte-Anne-de-la-Pérade. Selon d'autres sources, il meurt à Sainte-Anne le 26 mars 1716,.
Il a épousé le 17 octobre 1668 à Québec Marie-Jeanne Gaultier ou Gauthier (morte en 1722), originaire de Remy dans le diocèse de Sens, fille d'Honoré Gauthier et de Jacqueline Maville. Il a au moins trois enfants. L'aîné est né vers 1669.
Un des fils, Joseph Masson, est l'arrière-grand-père de l'homme d'affaires Joseph Masson (1791-1847), président de sociétés, seigneur de Terrebonne, lui-même père du ministre et gouverneur Rodrigue Masson (1833-1903), et d'Édouard Masson (1826-1875). L'acteur Jean-Pierre Masson (1918-1995) est aussi un descendant de Gilles Masson.

### Autres sources
- Commission de toponymie du Québec, « Saint-Pierre-les-Becquets ».